# Consideration (Vereinigte Staaten)
Consideration (deutsch Rücksichtnahme) bezeichnet im Common Law der Vereinigten Staaten das Erfordernis einer Gegenleistung beim Abschluss von Verträgen.

## Allgemeines
Die Gegenleistung ist eine Voraussetzung für die Einklagbarkeit eines Vertrages im Falle einer Vertragsverletzung. Beispielsweise übergibt beim Kaufvertrag der Verkäufer die Ware, während die Gegenleistung in der Zahlung des Kaufpreises durch den Käufer besteht. Grundgedanke hierbei ist, dass vertragliche Versprechen rechtlich nur durchsetzbar sein sollen, wenn sie Teil eines Geschäfts (englisch bargain) sind.

## Angemessenheit
Im US Common Law gilt der Grundsatz, dass der Gegenwert der Consideration nicht untersucht wird; sodass eine angemessene Gegenleistung (lateinisch quid pro quo) mithin nicht erforderlich ist. Jede noch so geringwertige Consideration genügt für die Bindungswirkung eines Versprechens. Nach Case law genügt bereits als Gegenleistung ein „Pfefferkorn“ (englisch peppercorn). Wird die Gegenleistung nur zum Schein erbracht (Verträge mit einem symbolischen Kaufpreis von 1 US-Dollar), spricht dies dafür, dass ein  nichtiges Scheingeschäft vorliegt. 

## Rechtsfolgen
Ohne Angabe oder Erbringung einer Gegenleistung ist ein Vertrag nichtig. Das Erfordernis der Consideration entfällt nur bei gesiegelten Verträgen (englisch under seal) und bei Wechseln. Allgemein anerkannt ist, dass der Schenkung stets die Gegenleistung fehlt, denn die bloße Annahme des Geschenks ist keine Gegenleistung. Deshalb fällt die Schenkung auch nicht unter amerikanisches Vertragsrecht, sondern ist ein rein sachenrechtlicher Vorgang.